# آي أو إس 7
آي أو إس 7 (بالإنجليزية: iOS 7)‏ من إصدارات عائلة آي أو إس والذي جاء بتغير شامل في التصميم وهذا ما لم يعهده المستخدمين. أيضا أتى النظام بالعديد من المزايا الأخرى التي كانت منتظرة وأهمها مركز التحكم.

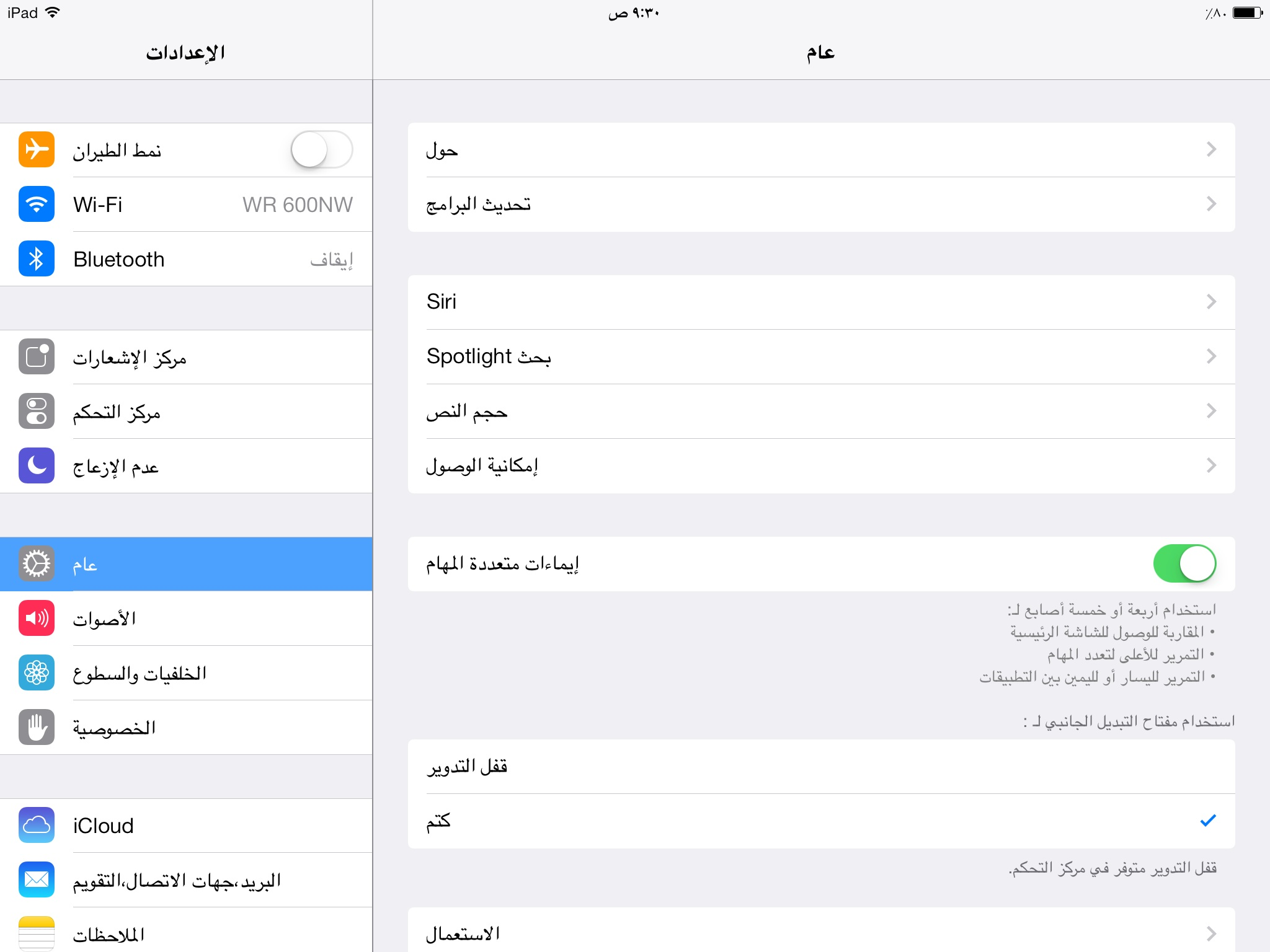
تطبيق الإعدادات في الاي او اس 7

## التصميم
أحد أبرز الأمور في النظام الجديد، تغير النظام بشكل واضح عن الإصدارات السابقة حتى شاشة القفل التي لم تتغير منذ أول إصدار تغيرت. أيضا تم إعادة تصميم أيقونات التطبيقات المدمجة بالنظام. وقد اعتمدت أبل في تصميمها للنظام على فكرة «الطبقات» حيث يمكننا أن نعتبر أن خلفية الشاشة طبقة وأيقونات التطبيقات طبقة ومركز الإشعارات طبقة شفافة غامقة ومركز التحكم طبقة شفافة وهذه الطبقات تفيد ما يلي:
- لون خلفية الشاشة سيؤثر على باقي النظام وذلك بسبب شفافيته
- عند إمالة الجهاز يميناً أو يساراً فإن أيقونات التطبيقات تميل قليلاً (بحكم أنها طبقة منفصلة) لتعطي شكلا ثلاثي الأبعاد

## مركز التحكم
الميزة التي انتظرها الكثير من مستخدمي الآيفون حيث أصبح من الممكن التحكم بأهم الاعدادت كإغلاق/فتح الواي فاي والبلوتوث وخاصية عدم الإزعاج ووضع الطيران وأيضا التحكم بالسطوع والصوت وبالإضافة إلى إمكانية فتح الكاميرا وغيرها ويتم ذلك بالسحب من أسفل الشاشة إلى أعلى من أي مكان

## تعدد المهام
تطور تعدد المهام حيث أصبح يعرض محتوى التطبيقات المفتوحة

## متصفح سفاري
تم تغيير تصميم المتصفح ليتناسب مع تصميم النظام وأضيف إليه بعض المميزات ومنها:
- إمكانية عرض الصفحة على كامل الشاشة عند الوضع الرأسي.
- مستطيل إدخال نص واحد من خلاله يمكن البحث أو كتابة رابط الموقع.
- التنقل بين التبويبات عبر السحب يمينًا ويسارًا.
- التحكم الأبوي لمنع الدخول إلى مواقع محددة.
- مزامنة كلمات المرور عبر آيكلاود فكلمة المرور المحفوظة على سفاري في آيفون شخص ما، ستكون محفوظة على الآيباد والماك الخاص به.
- فتح عدد غير محدود من المواقع (سابقا 24 تبويب كحد أقصى).

## الكاميرا والصور
من الطبيعي أن تتغير كل التطبيقات بما فيها الكاميرا والصور لتتناسب مع التصميم الجديد للنظام ليس فقط تم تغيير التصميم بل أضيف إليهما بعض المميزات المهمة والرائعة ومنها:
- التنقل بين الوضعيات (إلتقاط صورة - تسجيل فيديو - مربع (للإنستاجرام) - بانوروما) يتم من خلال السحب يمينًا ويسارًا
- مميزة الفلاتر الحية (الفلاتر مأخوذة من إنستجرام)
- يقوم التطبيق بتقسم الصور إلأى ألبومات تلقائيًا
- يمكن مشاركة الصور مع الأصدقاء من خلال آيكلاود ويمكنهم إضافتها إلى الألبوم
- يمكن كفرز الصور حسب التاريخ أو مكان إلتقاط الصورة

## المساعد الشخصي سيري
المساعد الشخصي كغيره له أهميته وتقريبا أصبح أساسًا في كل نظام فالأندرويد والبلاكبيري أو أس وغيرها جميعها أصبحت تملك مساعدًا شخصيا خاص بها، يجدر بالذكر أنه لم يتم إضافة أي لغة جديدة لسيري حتى الآن. ومن المميزات التي أضيفت إليها في الإصدار الجديد:
- إضافة أصوات جديدة أكثر جودة
- إمكانية اختيار صوت أنثوي أو ذكوري
- القيام بوظائف جديدة (مثل الوظائف الخاصة بمركز التحكم)
- دمج ويكيبيديا وتويتر إلى سيري
- توافق أكبر بين سيري والسيارة